# Ralph Hamers
Ralph Hamers est un banquier néerlandais, né le 25 mai 1966 à Simpelveld aux Pays-Bas.
Il est directeur général du groupe de bancassurance ING à partir de 2013, puis d'UBS depuis fin 2020.

## Biographie

### Origines, famille et enfance
Ralph Adrianus Joseph Gerardus Hamers naît le 25 mai 1966 à Simpelveld, au sud des Pays-Bas. Son père travaille pour l'État dans le domaine des mines, puis de la gestion de l'eau ; sa mère s'occupe du foyer familial. Il est élevé, avec ses deux frères aînés, dans la foi catholique. L'un de ses frères, Frank, est administrateur du diocèse de Ruremonde.

### Études
Après ses études secondaires supérieures dans un établissement catholique à Kerkrade, il fait des études d'économétrie à l'université de Tilbourg jusqu'au master.

### Parcours professionnel
Il entame son parcours professionnel comme responsable de la logistique pour General Motors à Anvers puis travaille pour un cabinet d'audit canadien à Thunder Bay en Ontario. Il suit à partir de 1989 une formation bancaire pratique (trainee) au sein de la banque néerlandaise d'investissements ABN AMRO.
Il rejoint le groupe de bancassurance ING en 1991. Il en est nommé directeur général en 2013, à l'âge de 46 ans, après en avoir dirigé les filiales roumaine, puis belge et luxembourgeoise à partir de 2011, devenant le plus jeune chef de l'histoire du groupe,. Il reprend le groupe alors que celui-ci doit rembourser 10 milliards d'euros d'aides publiques accordées durant la crise financière mondiale de 2007-2008, ce que ce dernier parvient à faire sept mois avant l'échéance. En 2020, il fait l'objet d'une enquête aux Pays-Bas pour blanchiment d'argent, enquête qui se conclut par des amendes considérables pour le groupe ING,.
Après 29 ans au sein du groupe ING, il est nommé à la direction d'UBS le 1er novembre 2020, en remplacement de Sergio Ermotti. 
Il est un spécialiste des services bancaires en ligne et de la transformation numérique.

### Vie personnelle
Il est marié et père de deux enfants.